# عشق اول (مجموعه تلویزیونی)
عشق اول (لهستانی: Pierwsza miłość) یک مجموعهٔ تلویزیونی احساسی لهستانی است که از ۴ نوامبر ۲۰۰۴ تاکنون در حال پخش است.

## بازیگران
- آنتا زایونتس
- آنا یانوخا
- آنا ایلچوک
- وویچیخ چروینسکی
- پائولا مارچینیاک
- میکووای کراوچیک
- کنراد ایمیلا
- ماریا میلنیکف-کراوچیک
- ماتئوش باناشوک
- یانوش اونوفروویچ
- کشیشتف دراچ
- ووجیمیش آدامسکی
- آندژی گائوا
- پیوتر چیرووس
- ماگدالنا روژاینسکا
- آنا وویتون
- کاتاژینا یونگوفسکا
- یاتسک بورکوفسکی
- استانیسواف باناشوک
- گراژینا ماژتس
- داریوش شیاستاچ
- یاکوب کامینسکی
- یوآنا بالاش
- کاتاژینا پیرشچونیک
- میکووای رُزنرسکی
- هالینا اسکوچینسکا
- آندژی نیمیرسکی
- مونیکا گوژجیک
- آلدونا یانکوفسکا
- ووادیسواف گِژیوْنا
- روبرت وابیخ
- شیمون کوشمیدر
- ادیتا خِربوش
- آدام زدرویکوفسکی
- یاکوب زدرویکوفسکی
- اِوا کوریئوا
- توماش ماندس
- یوآنا کوپینسکا
- آنتونی کرولیکوفسکی
- کارولینا ساوکا
- روبرت کوشوتسکی
- داریوش کوردِک
- آرکادیوش دِتمر
- رادوسواف کائیم
- مارک بارگیه‌ئوفسکی
- داریوش یاکوبوفسکی
- پائولینا هولتز
- ووکاش گارلیتسکی
- رافائو مور
- هالینا روویتسکا
- یوآنا یارمووویچ
- روبرت چبوتار
- داگنی میکوش
- آرتور یانوشاک
- بئاتا کافکا
- والدمار بواشچیک
- کاتاژینا گرابوفسکا
- پیوتر بوروفسکی
- سواوومیر سولِـی
- ویتولد ویلینسکی
- پیوتر زِلت
- ماریوش زانیفسکی
- یوآنا کوپینسکا
- داریوش بیسکوپسکی
- یاتسک لنارتوویچ
- استانیسواف یاسکوئوکا
- مارتا دامبروفسکا
- گراژینا ژیلینسکا
- هوبرت اوربانسکی
- ماریا گورالچیک
- داریوش بیسکوپسکی
- مارتا کلوبوویچ
- ماچئی میکووایچیک
- وویچیخ متسفالدوفسکی
- ماریوش یاکوس
- آندژی دِسکور
- کاتاژینا خشانوفسکا
- یان یانکوفسکی
- یاتسک کاوالتس
- کریستین ویـِچورِک
- هوبرت زدونیاک
- هنریک نیه‌بودک
- یادویگا گرین
- میخاو وُدارچیک
- میخاو میکووایچاک
- زوفیا دومالیک
- میخاو کولا
- آندژی پیشچاتوفسکی
- مارتسل شِـتِن‌خِلم
- پشمیسواف بلوشچ
- زبیگنیف لِـشِنی
- میخاو لِشِنی
- لِـسواف ژورک
- رافائو مروچک
- کارول اشتراسبورگر
- ادوین پتریکات
- لِـشِک زدونی
- مارِک شودیم
- کامیلا بار
- پاوئو بورچیک
- پاوئو کلشچ
- کشیشتف یانچار
- کارولینا آدامچیک
- بئاتا بوچک-ژارنتسکا
- یوآنا مورو
- بارتوش اُبوخوویچ
- آلکساندرا گینتروفسکا
- لخ دیبلیک
- کاتاژینا گلینکا
- یژی بونچاک
- میخاو برایتن‌والد
- میخاو میلوویچ
- اُلگا بوریس
- آنتا تودورچوک-پرخوچ
- مونیکا یاروسینسکا
- دومینیکا خوروشینسکا
- ماریا مامونا
- آگنیشکا میخالسکا
- کارولینا موشالاک
- یوانا اُپوزدا
- میخاو چرنتسکی
- آگنیشکا سوخورا
- ووجیمیژ ماتوشاک
- کاتاژینا گالیتسا
- آنا گزیرا
- یژی شیبال
- ماگدالنا والیگورسکا-لیشیتسکا
- آلکساندرا آدامسکا
- کلاودیا یاخیرا
- آنا شیمانچیک
- الکساندرا کیسیو
- دوروتا کامینسکا
- مونیکا دریل
- پیوتر اسکارگا
- هالینا راشاکوونا
- مونیکا کشیفکوفسکا
- رناتا پاویس
- اِوا ساواتسکا
- اِوا بوکوفسکا
- باربارا مولارچیک
- داریوش گناتوفسکی
- ماوگوژاتا نیمیرسکا
- کاتاژینا سافچوک
- ایرنئوش چوپ
- آدام تسیفکا
- هانا دونوفسکا
- کلاودیا هالیچو
- یوآنا اورلئانسکا
- دومینیکا واکومسکا
- رافائو زاویروخا
- مارچین ترونسکی
- ماگدالنا مازور
- یولیا گرنت-اسکات
- الکساندرا ژینکیویچ
- مارچین روگاتسویچ
- ناتالیا لش
- یوآنا کوروفسکا
- بارتوش ژوکوفسکی
- رومن بوگای
- الکساندر میکووایچاک
- کشیشتوف کفیاتکوفسکی
- مارتا خودوروفسکا
- برونیسواف چیشلاک
- پائولینا گاوونسکا
- ماگدالنا گورسکا
- کاتاژینا ماچونگ
- آنا پروس
- آنا بوروویتس
- اِوِلینا سرافین
- کاتاژینا کووِچک
- بئاتا خروشچینسکا
- الکساندرا ژینکیویچ
- آگنیشکا کاویورسکا
- هنریک گوونبیفسکی
- ماریتا ژوکوفسکا
- هلنا سویتسکا
- پیوتر گوئوواتسکی
- برونیسواف وروتسوافسکی
- یان ویچورکوفسکی
- توماش ساپریک
- میخاو کوترسکی
- یاکوب مازورک
- بارتوئومیئی فیرلت
- ووکاش لواندوفسکی
- رافائو چیه‌شینسکی
- پیوتر میازگا
- بئاتا راکوفسکا
- یندژی تارانک
- ماریا گوادگوفسکا
- آلدونا اورمان
- آگنیشکا ژولفسکا
- آگنیشگا ویلگوش
- زبیگنیف والریش
- زجیسواف واردین
- ویتولد دنبیتسکی
- اِوا شیکولسکا
- ماریوش بوناشفسکی
- توماش وئوسوک
- مارتا شچیسوویچ
- ویکتوریا گونشیفسکا
- اِوا اسکیبینسکا
- اُلگا بونچیک
- ماریا پاکولنیس
- مونیکا پیکووا
- میئوگوست رچک
- ماچئی روباکیویچ
- مارچین چارنیک
- مونیکا بُلی
- پیوتر شفدس
- مارژنا کیپیل-شتوکا
- الکساندرا نیشپیلاک
- الژبیتا یندژیفسکا
- سیلویا گلیوا
- اورشولا دمبسکا
- اِوا یاکوبوویچ
- سباستیان استانکیه‌ویچ